# Paledusk
Paledusk (ペイルダスク) est un groupe japonais de metal progressif, originaire de Fukuoka. Le groupe est signé et distribué par le label SharpTone Records aux États-Unis, et Grayscale Records en Australie.

## Histoire
Le groupe est formé en 2014 après la rencontre entre Kaito Nagai et le bassiste Ash  Le groupe commence à écrire de la musique en 2014 et donne des concerts à grande échelle en avril 2015.
Le 22 février 2017, le groupe assure la première partie du concert de Periphery au Japon. L'EP War Declaration sort le 5 avril de la même année. Daisuke rejoint le groupe en septembre, et Ash rejoint le groupe à la basse à partir des concerts de décembre 2017. Le bassiste John quitte le groupe après un concert le 25 novembre 2018, citant des circonstances personnelles et familiales comme raisons de son départ. « Il est devenu difficile pour moi de poursuivre les activités du groupe », explique-t-il.
Paledusk participe à tous les concerts de la tournée Spring Japan Tour 2019 du groupe australien Polaris au Japon en avril 2019. Le premier bassiste Ash annonce son départ le 12 décembre 2019. Taïwanais, Ash a eu des problèmes pour renouveler son visa pour rester travailler au Japon, et décide de ne pas continuer en raison des difficultés à retourner au Japon dans l'immédiatement.
En 2020, ils sont annoncés en première partie du festival Knotfest Japan 2020, qui devait avoir lieu en mars, mais est reporté en raison de la pandémie de Covid-19. En janvier 2021, le groupe signe avec Avocado Bookings dans l'Europe et le Royaume-Uni. En juin 2022, le groupe part en tournée en Australie avec Alpha Wolf, Fit for a King et Great American Ghost. Le 20 novembre 2022, le départ du bassiste Kazuki est annoncé ; entretemps le batteur Seiya devient un membre de soutien. C'est après avoir appris que le précédent batteur quittait le groupe, que Seiya a contacté Kaito pour rejoindre le groupe. Quant à Kazuki, il se retire du groupe alors qu'il était en convalescence depuis 2021.
Le 2 avril 2023, le groupe se produit au Knotfest Japan 2023, qui est organisé en remplacement du Knotfest Japan 2020, qui avait été reporté. Le même mois, la chanson I'm Ready to Die for My Friends avec VIGORMAN de Hentai Gentlemen's Club, est publiée.

## Membres

### Membres actuels
- Kaito Nagai – chant (ex-Nocturnal Bloodlust)[9]
- Tsubasa — guitare (influences musicales incluant Sugi de Coldrain, Y.K.C. et Yumi Matsutōya[10]).
- Daisuke — guitare. Il a étudié la musique à l'université aux États-Unis[10], et est influencé par les guitaristes Nuno Bettencourt d'Extreme et Tosin Abasi d'Animals as Leaders[10]. Il a également produit pour d'autres artistes, notamment Spoopy[11] de TRiDENT, Hey Taxi[12] de VIGORMAN et Knock Out de Tetsu Okazaki.

### Anciens membres
- John — basse
- Ash — basse. Daisuke et lui étaient amis aux États-Unis où ils ont étudié la guitare dans la même école de musique. Il n'a pas eu l'occasion de jouer de la musique à Taïwan et est invité par Kaito et d'autres à rejoindre Paledusk lorsque le bassiste précédent a quitté le groupe.
- Kazuki — basse
- Seiya — batterie

## Discographie

### EP
- 2015 : Obsidian (CD)
- 2016 : Amber
- 2017 : War Declaration
- 2018 : Blue Rose
- 2020 : Happy Talk
- 2024 : Palehell (SharpTone Records)

### Singles
- 2016 : Lovers
- 2018 : Save Me / Save You
- 2019 : Varied
- 2019 : 9 Smiles
- 2020 : Wind Back
- 2021 : Black Ice
- 2021 : Toppa
- 2022 : Slay!! (feat. Hideyoshi)
- 2022 : BBB (feat. Such)
- 2022 : AO (G4CH4 Remix)
- 2022 : Happy Talk (G4CH4 Remix)
- 2022 : Area Pd'
- 2023 : I'm Ready to Die for My Friends (feat. VIGORMAN)